# Achille Fould
Henri Achille Fould (Parigi, 8 aprile 1919 – Chamonix-Mont-Blanc, 21 gennaio 1950) è stato un bobbista francese.

## Biografia
Viene ricordato come vincitore di una medaglia di bronzo nella sua disciplina, ottenuta ai campionati mondiali del 1947 (edizione tenutasi a St. Moritz, Svizzera) insieme ai suoi connazionali Henri Evrot, Robert Dumont e William Hirigoyen
Totalizzarono un tempo superiore rispetto a quella belga (medaglia d'argento) e svizzera (medaglia d'oro).